# Ozyptila hardyi
Ozyptila hardyi là một loài nhện trong họ Thomisidae.
Loài này thuộc chi Ozyptila. Ozyptila hardyi được Willis J. Gertsch miêu tả năm 1953.